# Castellar de Santiago
Castellar de Santiago és un municipi de la província de Ciudad Real, a la comunitat autònoma de Castella-La Manxa. El 2020 tenia 1.862 habitants.